# Pielęgnica zebra
Pielęgnica zebra (Amatitlania nigrofasciata) – gatunek słodkowodnej ryby z rodziny pielęgnicowatych (Cichlidae). Popularna ryba akwariowa.

## Występowanie
Ameryka Centralna – Gwatemala, Salwador, Honduras. Zasiedla średnio twarde, lekko zasadowe wody.

## Charakterystyka
Długość ciała zazwyczaj 8,5 cm, maksymalnie do 10 cm długości standardowej.
Czarne, białe lub kremowe paski.
Występuje dymorfizm płciowy. Dorosłe i dobrze karmione samce wytwarzają garb tłuszczowy na płacie czołowym. Samiec większy od samicy, samica posiada brzuch zabarwiony na pomarańczowo (w czasie rozrodu barwa pomarańczowa się intensyfikuje).

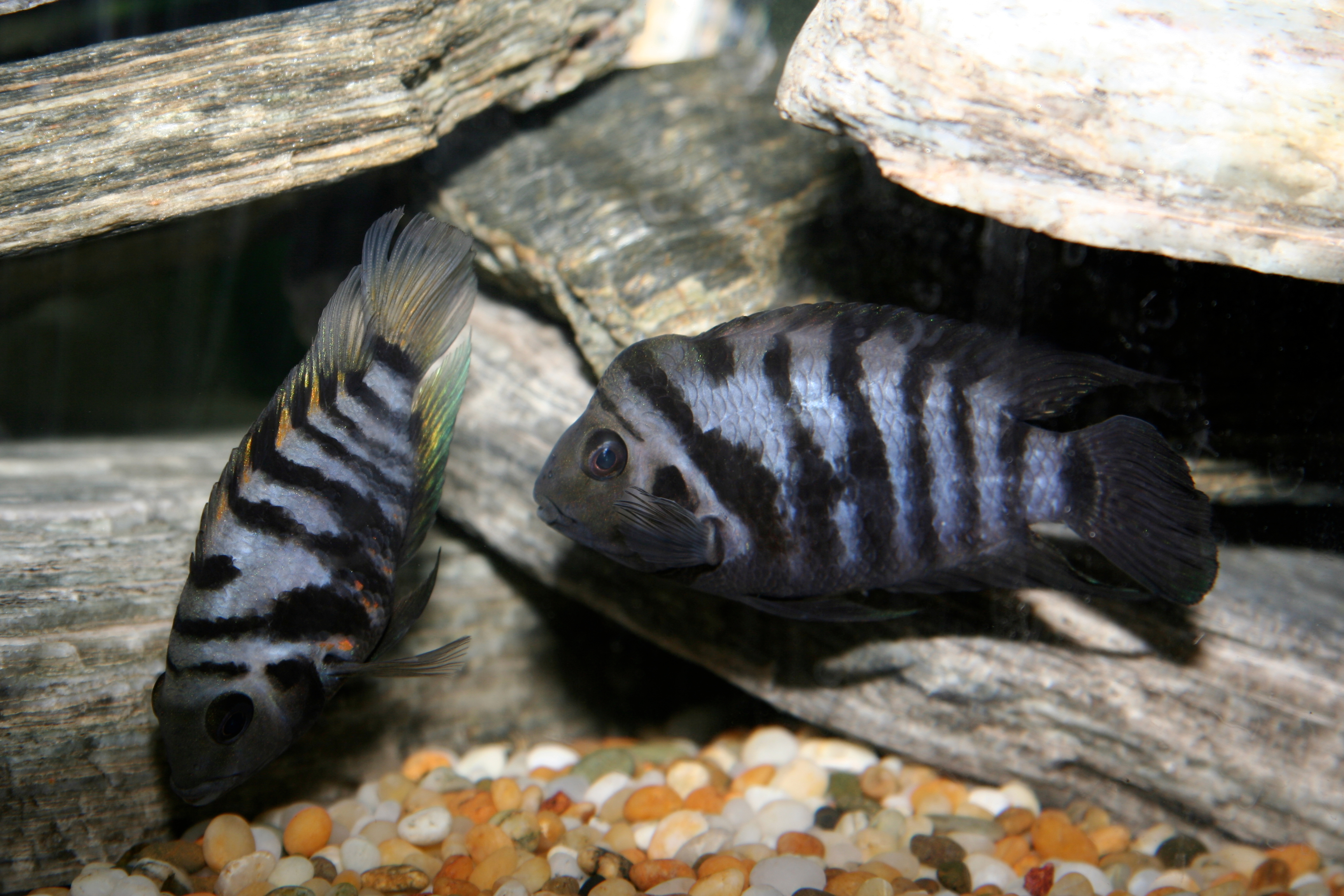
Para pielęgnic zebra podczas tarła

## Warunki w akwarium
| Zalecane warunki w akwarium | Zalecane warunki w akwarium |
| --------------------------- | --------------------------- |
| Zbiornik                    |                             |
| Temperatura wody            | 22–28 °C                    |
| Twardość wody               | 12–18°n                     |
| Skala pH                    | 7,0–8,0                     |
| pokarm                      | wszystkożerna               |

## Warunki hodowlane
Agresywna i nietowarzyska, niszcząca rośliny. W dużym zbiorniku można dla niej zbudować groty z kamieni i inne kryjówki, które w połączeniu z kilkoma korzeniami stworzą jej odpowiednie warunki do rozmnażania. Przy układaniu grot należy uważać na układanie kamieni, ponieważ ryby potrafią podkopać je w taki sposób, że może powstać zagrożenie rozbicia akwarium.
Rybę można spokojnie trzymać w dużych akwariach wielogatunkowych, pod warunkiem, że jej towarzystwo nie zmieści się jej do pyska i ma podobny temperament. Samo akwarium musi być na tyle duże, żeby ryby walcząc między sobą miały szansę ucieczki i ukrycia, do czego służą wcześniej wspominane groty. Akwarium musi być wyposażone w wydajny filtr, ponieważ ryby mają dość szybki metabolizm i błyskawicznie zanieczyszczają zbiornik.
Z zebrami nie należy sadzić miękkich roślin akwariowych, ponieważ bardzo szybko staną się uzupełnieniem diety tej żarłocznej ryby. Pielęgnica ta jest polecana początkującym akwarystom ze względu na odporność. W prawidłowo utrzymanym akwarium gatunek ten łatwo przystępuje do rozrodu.

## Rozmnażanie
Ryby te łatwo dobrać w pary i doprowadzić do tarła, które odbywają w grotach skalnych wykopując także dołki, w które składają ikrę. Zdarza się, że ikra składana jest bezpośrednio na kamieniu, żwirze lub na dolnym odcinku dużej rośliny. Gatunek bardzo płodny. Do pierwszego tarła mogą przystąpić już 4–5 cm samice z nieco większymi samcami. Narybek rośnie bardzo szybko. Samica jest mniejsza od samca, który ma wyraźnie wydłużone pierwsze promienie płetwy grzbietowej i odbytowej. Pielęgnice zebry stają się bardzo agresywne w okresie rozrodu i potrafią przegonić, a nawet zabić każdą rybę zagrażającą narybkowi lub ikrze. Atakują nawet włożoną do zbiornika rękę hodowcy, wywołując u niego bolesne odczucie. Jeżeli ryby znajdują się w akwarium z innymi gatunkami, najlepiej jest przenieść parę w okresie rozrodu do osobnego zbiornika. Podczas wychowywania potomstwa pielęgnice zebry są bardzo opiekuńcze. Dorosłe osobniki w przypadku braku naturalnych kryjówek w akwarium, potrafią wydrążyć w podłożu kryjówki dla swoich młodych. Ciekawym zachowaniem, charakterystycznym dla wielu pielęgnic, jest ukrywanie młodych w pysku w przypadku napotkania niebezpieczeństwa. Pokarm jest przez rodziców rozdrabniany na mniejsze kawałki i wypluwany w kierunku narybku tak, aby mógł zostać przez niego przełknięty. Mogą zdarzyć się kłótnie pomiędzy rodzicami podczas wychowywania narybku i wtedy najlepiej przenieść samca do innego akwarium (może też się zdarzyć, że narybkiem zaopiekuje się samiec).